# Боски, Джулио
Джулио Боски (итал. Giulio Boschi; 2 марта 1838, Перуджа, Папская область — 15 мая 1920, Верона, королевство Италия) — итальянский кардинал. Епископ Тоди с 1 июня 1888 по 29 ноября 1895. Епископ Сенигаллии с 29 ноября 1895 по 19 апреля 1900. Архиепископ Феррары с 19 апреля 1900 по 3 июля 1919. Епископ Комаккьо с 7 января 1909 по 15 мая 1920. Камерленго Священной Коллегии Кардиналов с 8 марта по 15 мая 1920. Кардинал-священник с 15 апреля 1901, с титулом церкви Сан-Лоренцо-ин-Панисперна с 18 апреля 1901 по 3 июля 1919. Кардинал-епископ Фраскати с 3 июля 1919.